# Зальцбургринг
47°49′22″ пн. ш. 13°09′59″ сх. д. / 47.8227° пн. ш. 13.1664° сх. д.
Зальцбургринг (нім. Salzburgring) ― автодром в Атрії, біля Зальцбургу, Австрія.

## Історія
Зальцбургринг побудований в 1968 році, причому одночасно з А1-Ринг, в альпійській долині Нессль, поміж селами Коппель і Хофом на захід від Зальцбурга.
Траса складається із двох прямих: старт-фініш і задньої — із природними рельєфними особливостями, що робить 4,2 кілометрову трасу дуже швидкою і дуже не простою. Автодром дуже часто перебудовували для підвищення безпеки. В результаті на ній з'явилися уповільнюючі шикани, а також модифікована дренажна система, що було важко зробити через розташування траси в котловині.
Але такі особливості надають трасі особливого шарму — вона обступлена природними трибунами, саме на прямій старт-фініш.
В 1970-ті роки на трасі проводили Чемпіонат Європи в класі Формула-2, тут проводили свої тренування і пілоти Формули-1. Не оминали автодром і кузовні перегони. З 1971 року до середини 80-х років на трасі проводилися Гран-Прі Австрії в Чемпіонаті Світу з мотоциклетних перегонів, котрі збирали на трибунах до 100 тисяч глядачів.
У 80-ті на трасу приїжджав старий ДТМ, а у 90-ті Німецький Супертуринг (STW). Також проводили і мотоперегони чемпіонату світу по мотоперегонах до 1994 року.

## Сучасність
Сьогодні організатори обмежили кількість змагань на трасі до 5-ти на рік. Окрім цього, на трасі проводять різноманітні клубні заходи, навчання і тренування водіїв, тощо.
Також на Зальцбургринзі проводять кожного року музичний фестиваль Frequency. До того ж, траса повністю самоокупна, причому приносить чималий прибуток в економіку регіону Зальцбурга, а експлуатація автодрому обходиться місцевим властям у півтора мільйона Євро на рік.
Орендний договір із землею Зальцбург продовжений до 2015 року. Крім цього, ведуться перемовини з товариством КТМ для використання ним траси для випробовування своєї техніки.